# Río Warunta
Río Warunta är ett vattendrag i Honduras.   Det ligger i departementet Departamento de Gracias a Dios, i den östra delen av landet, 400 km öster om huvudstaden Tegucigalpa.